# Pomona Plateau
Pomona Plateau är en platå i Antarktis. Den ligger på Coronation Island i Sydorkneyöarna. Argentina och Storbritannien gör anspråk på området.